# Hiéracosphinx

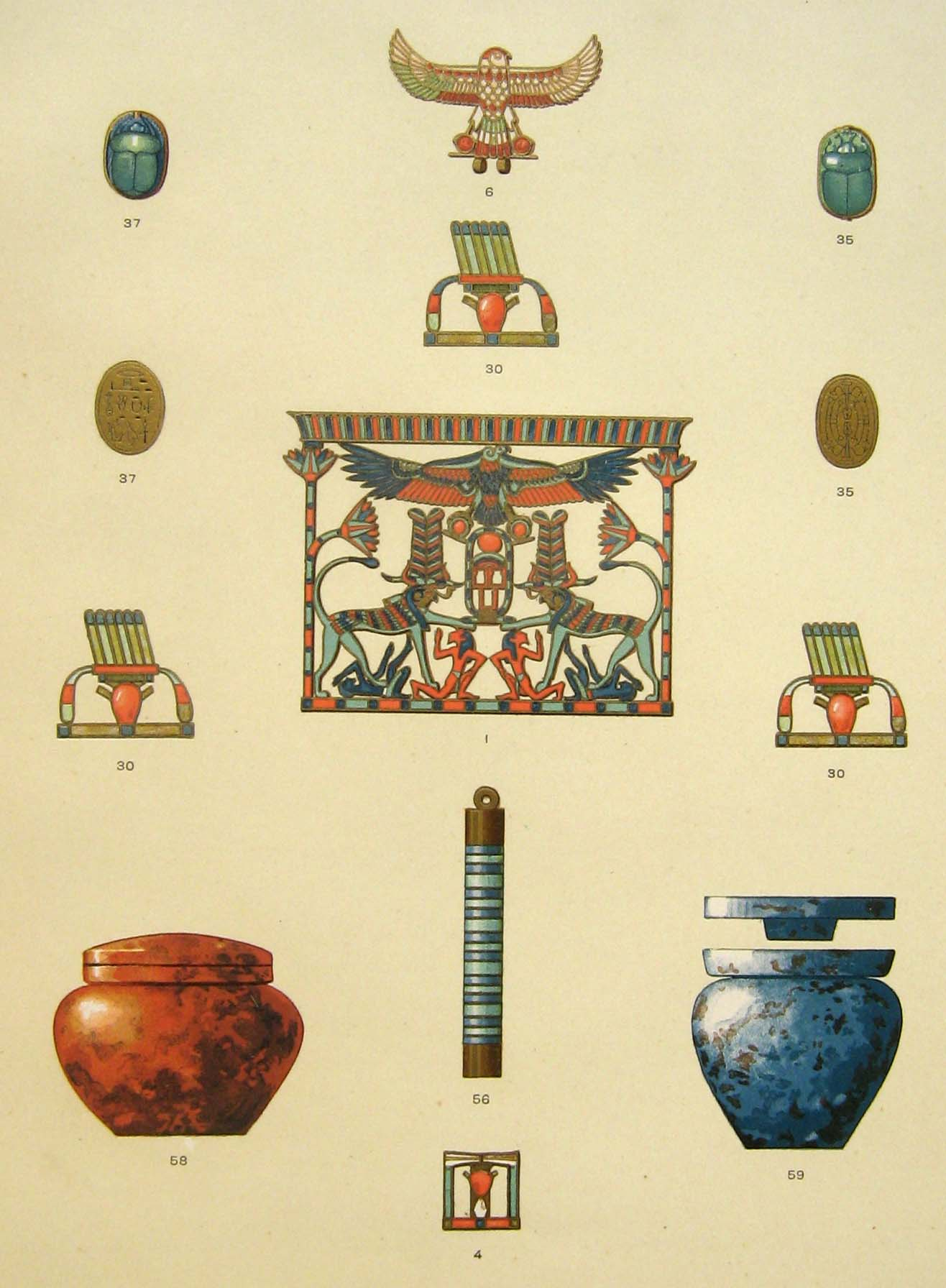
Bijoux royaux trouvés à Dahchour avec au centre un pectoral orné d'hiéracosphinx encadrant le cartouche de Sésostris III.

Le hiéracosphinx est une variété égyptienne de sphinx hiéracocéphale, c'est-à-dire à tête de faucon. Un hiéracosphinx est en partie semblable à un griffon, qui est une créature de mauvais augure, excepté pour ses pattes avant car s'agissant d'un sphinx, il a celles d'un lion au lieu de pattes d'aigle dans le cas du griffon de la mythologie grecque.

## Symbolique
En ce qui concerne la mythologie égyptienne, les sphinx sont des créatures mystiques qui remplissent un rôle apotropaïque et prophylactique. On peut les trouver sous la forme d'amulettes ou de statues à l'entrée des sanctuaires égyptiens. Les dieux mais également Pharaon pouvaient être représentés sous ces formes.
Leur symbolique associe différentes puissances divines, renforçant leur rôle protecteur. Dans le cas présent le faucon est l'hypostase de plusieurs dieux majeurs de la religion égyptienne comme Horakhty, une des formes du dieu solaire, Horus, dieu de la royauté ou encore Montou dieu de la royauté thébaine.
Son association au lion, autre symbole royal de l'Égypte antique, fait du hiéracosphinx un animal divin et mythologique particulièrement éloquent aux yeux des anciens Égyptiens.

## Iconographie
Le premier exemple iconographique connu de ce type de créature a été retrouvé sur des bijoux du Moyen Empire, découverts à Dahchour, figurant une divinité probablement le dieu Montou ou le roi victorieux terrassant ses ennemis. 
Au Nouvel Empire les exemplaires les plus célèbres sont les statues de hiéracosphinx découvertes à l'entrée du grand temple de Ramsès II à Abou Simbel en Nubie. 
Enfin, pour la Basse époque on citera la tête d'une de ces statues qui a été mise au jour sur le site de Thônis-Héracléion dans le delta du Nil.